# Persida Nenadović
Persida Nenadović (srbskou cyrilicí Персида Ненадовић; 15. února 1813 Brankovina – 29. března 1873 Vídeň) byla sňatkem s Alexandrem Karađorđevićem, vládcem Srbského knížectví, od jeho zvolení 14. září 1842 do jeho abdikace 24. října 1858, srbskou kněžnou. Byla matkou deseti dětí, mezi nimiž byl také budoucí srbský král Petr I. Karađorđević, kterým se stal po zavraždění posledního vládce z dynastie Obrenovićů Alexandra I.

## Rodina a manželství
Persida se narodila 15. února 1813 ve městě Brankovina v Osmanské říši jako dcera vojevody Jevrema Nenadoviće a Jovanky Milovanović. Její dědeček Jakov Nenadović byl prvním ministrem vnitra revolučního Srbska a dědeček Mladen Milovanović prvním ministrem obrany.
1. června 1830 se sedmnáctiletá Persida v Chotyni v Besarábii provdala za o sedm let staršího Alexandra Karađorđeviće, syna Karađorđa Petroviće a Jeleny Jovanović. 14. září 1842 byl Alexandr zvolen srbským knížetem po sesazeném knížeti Miloši Obrenovići I. a stal se ta prvním vládcem z dynastie Karađorđević. Od toho dne až do manželovy abdikace držela Persida titul srbské kněžny.
V roce 1858 přišel Alexandr do sporu se členy rady, což mělo za následek jeho abdikaci ve prospěch navrátivšího se Miloše Obrenoviće, který se znovu chopil moci. Poté se Alexandr s rodinou usadil v Temešváru, kde Persida porodila své desáté dítě.
Persida zemřela 29. března 1873 ve Vídni. Manžel ji přežil o dvanáct let. V roce 1912 nařídil jejich syn král Petr přemístění jejich ostatků do mauzolea Oplenac ve městě Topola.
Mezi četné Persidiny potomky patří mimo jiné americká herečka Catherine Oxenberg.

### Potomci
S manželem měla Persida deset dětí, z nichž se šest dožilo dospělostiː
- Poleksija Karađorđević (1. února 1833 – 5. prosince 1914)
- Kleopatra Karađorđević (26. listopadu 1835 – 13. července 1855)
- Aleksij Karađorđević (23. března 1836 – 21. dubna 1841)
- Svetozar Karađorđević (1841 – 17. března 1847)
- Petr I. Karađorđević (1. července 1844 – 16. srpna 1921)
- Jelena Karađorđević (18. října 1846 – 26. července 1867)
- Andrej Karađorđević (15. září 1848 – 12. července 1864)
- Jelisaveta Karađorđević (1850)
- Đorđe Karađorđević (11. října 1856 – 5. ledna 1889)
- Arsen Karađorđević (17. dubna 1859 – 19. října 1938)